# Gare d'Avrechy
La gare d'Avrechy est une gare ferroviaire française de la ligne de Paris-Nord à Lille, située sur le territoire de la commune d'Avrechy, dans le département de l'Oise en région Hauts-de-France.
Elle est devenue une halte ferroviaire de la Société nationale des chemins de fer français (SNCF), desservie par des trains TER Hauts-de-France.

## Situation ferroviaire
Établie à 81 m d'altitude, la gare d'Avrechy est située au point kilométrique (PK) 72,737 de la ligne de Paris-Nord à Lille entre les gares de Clermont-de-l'Oise et Saint-Rémy-en-l'Eau.

## Histoire
En 2009, six trains la desservent, transportant une cinquantaine de voyageurs matin et soir. Le bâtiment de la gare est muré, dans l'attente d'une réhabilitation.

## Fréquentation
Selon les estimations de la SNCF, la fréquentation annuelle de la gare s'élève aux nombres indiqués dans le tableau ci-dessous.
| Année               | 2022  | 2021  | 2020  | 2019  | 2018  | 2017  | 2016  | 2015  |
| ------------------- | ----- | ----- | ----- | ----- | ----- | ----- | ----- | ----- |
| Nombre de voyageurs | 5 413 | 3 941 | 3 772 | 5 073 | 6 801 | 6 887 | 6 980 | 7 219 |

## Service des voyageurs

### Accueil

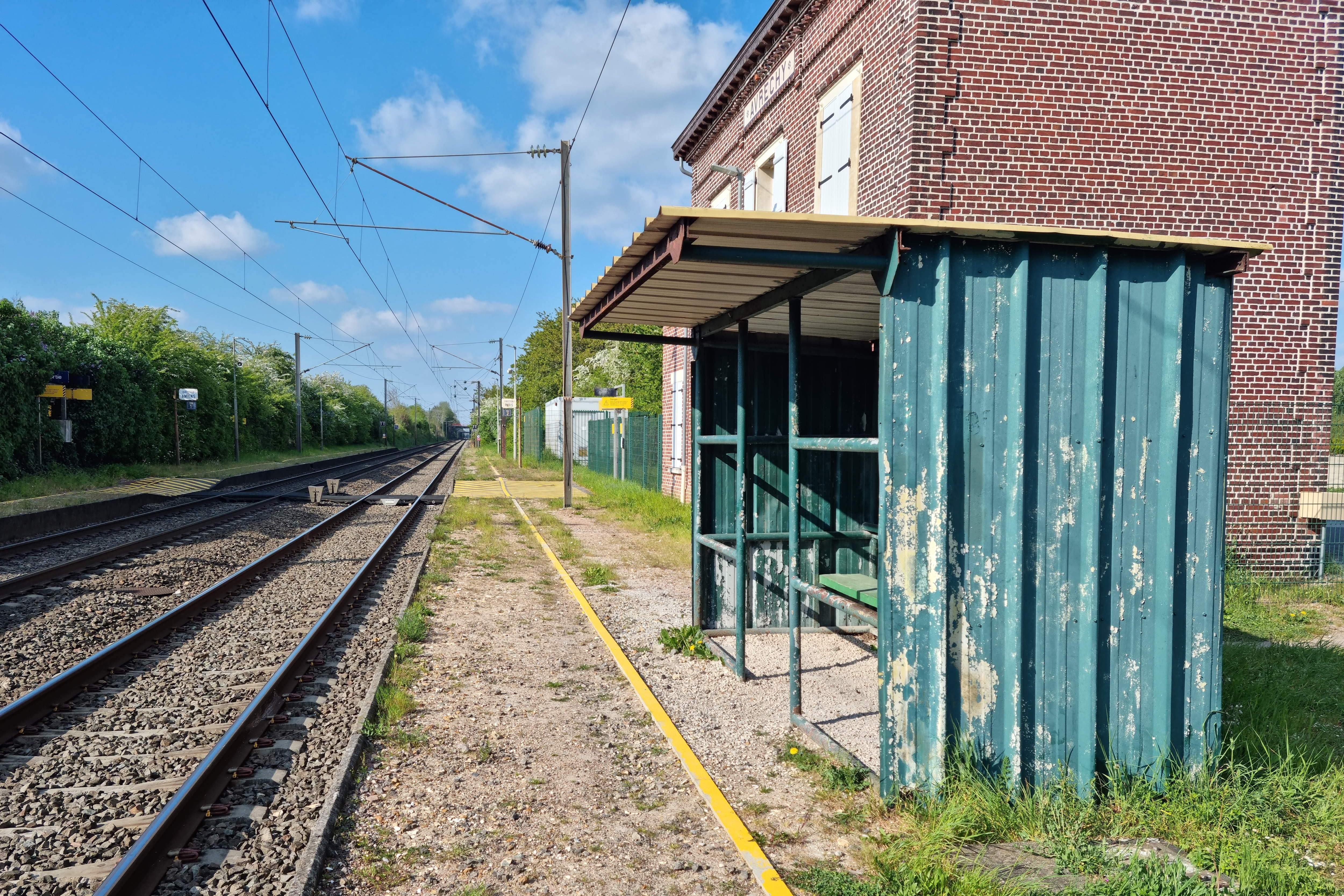
Quai desservi par les trains à destination de Paris.

Halte SNCF, c'est un point d'arrêt non géré (PANG) à entrée libre.

### Desserte
Avrechy est desservie par des trains du réseau TER Hauts-de-France, reliant Creil à Amiens (ligne P10), mais aussi Paris-Nord à Saint-Just-en-Chaussée ou Amiens (ligne C10).

### Intermodalité
Malgré l'absence de parking aménagé, le stationnement des véhicules est possible à côté de l'ancien bâtiment voyageurs.

## Projet
La municipalité va réhabiliter l'ancien bâtiment voyageurs de la halte SNCF. Il est prévu d'y installer une bibliothèque et un logement.